# 威廉斯 (印地安納州勞倫斯縣)
威廉斯（英語：Williams）是位於美國印地安納州勞倫斯縣的一個人口普查指定地區。

## 人口
根據2010年美國人口普查的數據，威廉斯的面積為9.27平方千米，當中陸地面積為9.26平方千米，而水域面積為0.01平方千米。當地共有人口286人，而人口密度為每平方千米30.85人。